# Tupolew Tu-324
Die Tupolew Tu-324 ist ein nicht realisiertes Projekt des russischen Herstellers Tupolew zur Entwicklung eines Verkehrsflugzeugs für den Kurzstreckenverkehr aus der Zeit zwischen 1996 und 2016. Vorgesehen waren Ausrüstungen als Passagier- oder Frachtflugzeug. Eine Mischbestückung war möglich. Es war außerdem eine vergrößerte Variante unter der Bezeichnung Tu-414 in Planung.

## Merkmale
Die Flugzeugfamilie sollte für die Landung auf Gras- und Erdpisten geeignet sein, weshalb durch eine erhöhte Triebwerksposition die Gefahr, Fremdkörper von der Startbahn einzusaugen, verringert werden sollte. Auch die Fahrwerksauslegung wurde dahingehend angepasst. Außerdem wurde großer Wert auf eine hohe Sicherheit und einen geringen Wartungsaufwand gelegt. Tupolew hatte sich daher zum Ziel gesetzt, 25 Einsatzjahre ohne Generalüberholung zu ermöglichen.

## Entwicklungsstand
Das Projekt geht zurück auf ein Anforderungsprofil des russischen Staats im Jahr 1996 für ein interregionales Flugzeug. Nach einer ersten Prüfung wurde im Juli jenes Jahres mit der Entwicklung begonnen. Bei Tupolew OAO wurde eine Attrappe aus Holz in Originalgröße gebaut. Das Mock-Up verfügte über eine Passagiertür, die in geöffneter Position als Einstiegstreppe dient. Zu Demonstrationszwecken ist das Cockpit vollständig instrumentiert und die Passagierkabine mit Verkleidung und Passagiersitzen ausgerüstet.
Treibende Kraft war zuletzt die Republik Tatarstan und deren Präsident. Sie stellten sich im Jahr 2015 auf den Standpunkt, dass das Projekt hochgradig marktreif sei: Das Triebwerk existiere als Prototyp, die in Kasan entwickelte Avionik sei zertifiziert und werde in der Berijew Be-200 eingesetzt. Das Flugzeug wurde durch seine regionalen Förderer auf der MAKS 2015 vorgestellt, jedoch nicht bei Tupolew, sondern am Stand eines Drohnen-Herstellers, ebenfalls aus Kasan, in Tatarstan. Im Frühjahr 2016 wurde bei der Zuteilung der föderalen staatlichen Mittel zur Förderung der Flugzeugindustrie die Tu-324, obwohl vorgeschlagen und dies allenfalls unter Beteiligung Chinas, nicht berücksichtigt, da alle Kraft in die Entwicklung der Irkut MC-21 gesteckt werden müsse.

## Technische Daten
| Kenngröße                        | Tu-324                 | Tu-324 A               | Tu-414                | Tu-414 A              |
| -------------------------------- | ---------------------- | ---------------------- | --------------------- | --------------------- |
| Länge                            | 25,50 m                | 25,50 m                | 31,85 m               | 31,85 m               |
| Spannweite                       | 23,20 m                | 23,20 m                | 27,70 m               | 27,70 m               |
| Höhe                             | 7,30 m                 | 7,30 m                 | 8,30 m                | 8,30 m                |
| Rumpfbreite                      | 2,8 m                  | 2,8 m                  | 2,8 m                 | 2,8 m                 |
| Rumpfhöhe                        | 3,14 m                 | 3,14 m                 | 3,14 m                | 3,14 m                |
| max. Startmasse                  | 23.700 kg              | 23.700 kg              | 38.150 kg             | 40.350 kg             |
| max. Treibstoffkapazität         | 6.000 kg               | 9.000 kg               | 12.630 kg             | 16.300 kg             |
| max. Zuladung                    | 5.500 kg               | 1.800 kg               | 8.000 kg              | 2.500 kg              |
| minimal benötigte Startbahnlänge | 1.800 m                | 1.800 m                | 1.800 m               | 1.800 m               |
| Reichweite                       | 2.500 km               | 7.500 km               | 3.500 km              | 8.410 km              |
| Reisegeschwindigkeit             | 810–870 km/h           | 870 km/h               | 850–900 km/h          | 900–950 km/h          |
| Triebwerke                       | 2 × Motor Sitsch AI-22 | 2 × Motor Sitsch AI-22 | 2 × Rolls-Royce BR710 | 2 × Rolls-Royce BR710 |
| Passagierkabine                  |                        |                        |                       |                       |
| Sitzplätze                       | 52–56                  | 8–19                   | 72–76                 | 8–26                  |
| Länge                            | 10,26 m                | 10,26 m                | 19,7 m                | 19,7 m                |
| Breite                           | 2,64 m                 | 2,64 m                 | 2,64 m                | 2,64 m                |
| Höhe                             | 1,92 m                 | 1,92 m                 | 1,92 m                | 1,92 m                |